# Kermia cylindrica
Kermia cylindrica é uma espécie de gastrópode do gênero Kermia, pertencente a família Raphitomidae.